# Karpacki Park Narodowy
Karpacki Park Narodowy (ukr. Карпатський національний природний парк, Karpatśkyj nacionalnyj pryrodnyj park) – ukraiński park narodowy zlokalizowany w pasmach Czarnohory i Gorganów w Karpatach Wschodnich. Siedziba parku znajduje się w mieście Jaremcze.

## Wiadomości ogólne
Historia ochrony naturalnego krajobrazu w Czarnohorze sięga 1921 roku, kiedy na mocy decyzji polskiego Ministerstwa Rolnictwa i Dóbr Narodowych utworzono rezerwat przyrody o powierzchni 4,48 km², który w 1927 roku powiększono do 8,32 km².
Sam park narodowy został powołany do życia 3 czerwca 1980 r. rozporządzeniem Rady Ministrów Ukraińskiej SRR. Jednocześnie nowo powstałemu parkowi przekazano na własność 68,5 km² ziemi (sam park miał wówczas powierzchnię 473 km²). Na mocy ukazu prezydenta Ukrainy z 10 lutego 2010 roku dokonano niewielkiej korekty terytorium parku, ustalając jego powierzchnię na poziomie 505,13 km². Nieco ponad 75% terenów pozostających w granicach parku stanowi jego własność. Pozostała część, a więc niespełna 25% pozostaje własnością osób trzecich.
Karpacki Park Narodowy rozciąga się z północnego zachodu po południowy wschód – od miasta Jaremcze na północy po dolinę Czarnego Czeremoszu – na odległość 55 km oraz ze wschodu na zachód na odległość 20 km. Zachodnią granicę parku stanowi linia czarnohorskiego działu wodnego, za którą znajduje się teren Karpackiego Rezerwatu Biosfery. Terytorium parku podzielone jest na 12 obszarów ochronno-badawczych. Teren parku wznosi się na wysokość od 500 do 2061 m n.p.m. (Howerla). Ze względu na możliwość użytkowania gruntu w parku wyznaczono cztery strefy: ochrony, rekreacji, rekreacji stacjonarnej i ekonomiczną.

## Flora
Na terenie parku odnotowano 1260 gatunków roślin zarodnikowych i naczyniowych, w tym 155 gatunków mszaków. 80 gatunków występujących w parku roślin znajduje się w „Ukraińskiej Czerwonej Księdze”. Wśród nich są m.in. arnika górska, różanecznik wschodniokarpacki, różeniec górski, sasanka alpejska, sosna limba, widłak jałowcowaty, wroniec widlasty, zimoziół północny, żurawina drobnoowocowa, kilka gatunków storczykowatych. Ponadto trzy gatunki odnotowano w „Europejskiej Czerwonej Księdze”: barszcz karpacki, miodunka węgierska, pierwiosnek wyniosły. W granicach parku występuje 29 endemicznych gatunków roślin, spośród których 12 występuje na terenie całych Karpat (m.in. gruszyczka karpacka, wieczornik śnieżny, wilczomlecz karpacki), a 13 w Karpatach Południowych (m.in. chaber karpacki, fiołek wschodniokarpacki, tojad karłowaty).
91% terenów wchodzących w skład parku zajmują grunty leśne. 88% z nich stanowią tereny pokryte lasem (wliczając szkółki leśne). Dominującym gatunkiem na tych terenach jest świerk (79%), oprócz którego występują m.in. buk (10%) i jodła (4%). Wiek lasów w Karpackim Parku Narodowym określa się jako średni (78% drzew). Mniejszy odsetek stanowią drzewa młode (7%) i obumierające (6%). Przeciętny wiek drzew określono na 77 lat.
Na terenie parku zaobserwować można występowanie pięter roślinności:
- piętro reglowe (do 1450 m n.p.m.)
  - lasy bukowe
  - lasy jodłowo-bukowe, niekiedy z domieszką świerku lub grabu,
  - lasy bukowo-jodłowe z domieszką świerku,
  - lasy bukowo-jodłowo-świerkowe,
  - lasy jodłowo-świerkowe,
  - lasy świerkowe,
  - lasy świerkowe z domieszką sosny limby,
- piętro kosodrzewiny (1450–1570 m n.p.m.),
- piętro halne (1750–2061 m n.p.m.)[11].

## Fauna
Różnorodność krajobrazu wpłynęła na występowanie poszczególnych grup zwierząt: większy odsetek gryzoni, nietoperzy i innych owadożernych, natomiast mniejszy drapieżników i parzystokopytnych.
Wśród zwierząt występujących na terenie parku odnotowano: 56 gatunków ssaków, 114 gatunków ptaków, 11 gatunków ryb, 10 gatunków płazów i 7 gatunków gadów. Z co rzadszych gatunków warto wymienić salamandrę plamistą, traszkę górską, traszkę karpacką, gniewosza plamistego, błotniaka zbożowego, bociana czarnego, cietrzewia zwyczajnego, dzięcioła trójpalczastego, orła przedniego, sokoła wędrownego, borsuka, rysia czy wydrę.
11 gatunków żyjących w Karpackim Parku Narodowym wpisano do „Europejskiej Czerwonej Księgi”. Są to m.in. wilk szary, niedźwiedź brunatny, gacek brunatny, orzesznica leszczynowa, derkacz zwyczajny czy ślimak winniczek.

## Hydrologia
Głównym ciekiem wodnym w granicach parku jest rzeka Prut w swoim górnym biegu, która przed Jaremczem tworzy wodospad. Oprócz niej licznie występują potoki górskie, np. Bystrzec, Dzembronia czy Prutec. Nierzadko tworzą one kaskady. Największa z nich to piętnastometrowy wodospad Huk. Powstał on na potoku Żeneć (lewym dopływie Prutu przepływającym między grzbietami Jawornika oraz Chomiaka i Syniaka).
Stosunkowo rzadkim elementem krajobrazu Czarnohory i Gorganów są natomiast jeziora: największe to jezioro Mariczejka (1 ha powierzchni, położone na południe od Popa Iwana) oraz około półhektarowe jezioro Niesamowite (położone tuż poniżej głównego grzbietu, między Turkułem a Rebrą). Kilka podobnych rozmiarów jezior położonych jest na południowo-zachodnich zboczach Czarnohory, a więc już poza granicami parku.

## Turystyka
W parku wyznaczono sieć szlaków turystycznych. Wśród nich znalazło się 25 szlaków pieszych o łącznej długości przeszło 148 km, 18 ścieżek ekologicznych (117 km) i szlaki narciarskie (61 km).
W 2009 roku w Jaremczu otwarto centrum dla zwiedzających łączące funkcje muzealne i edukacyjne.

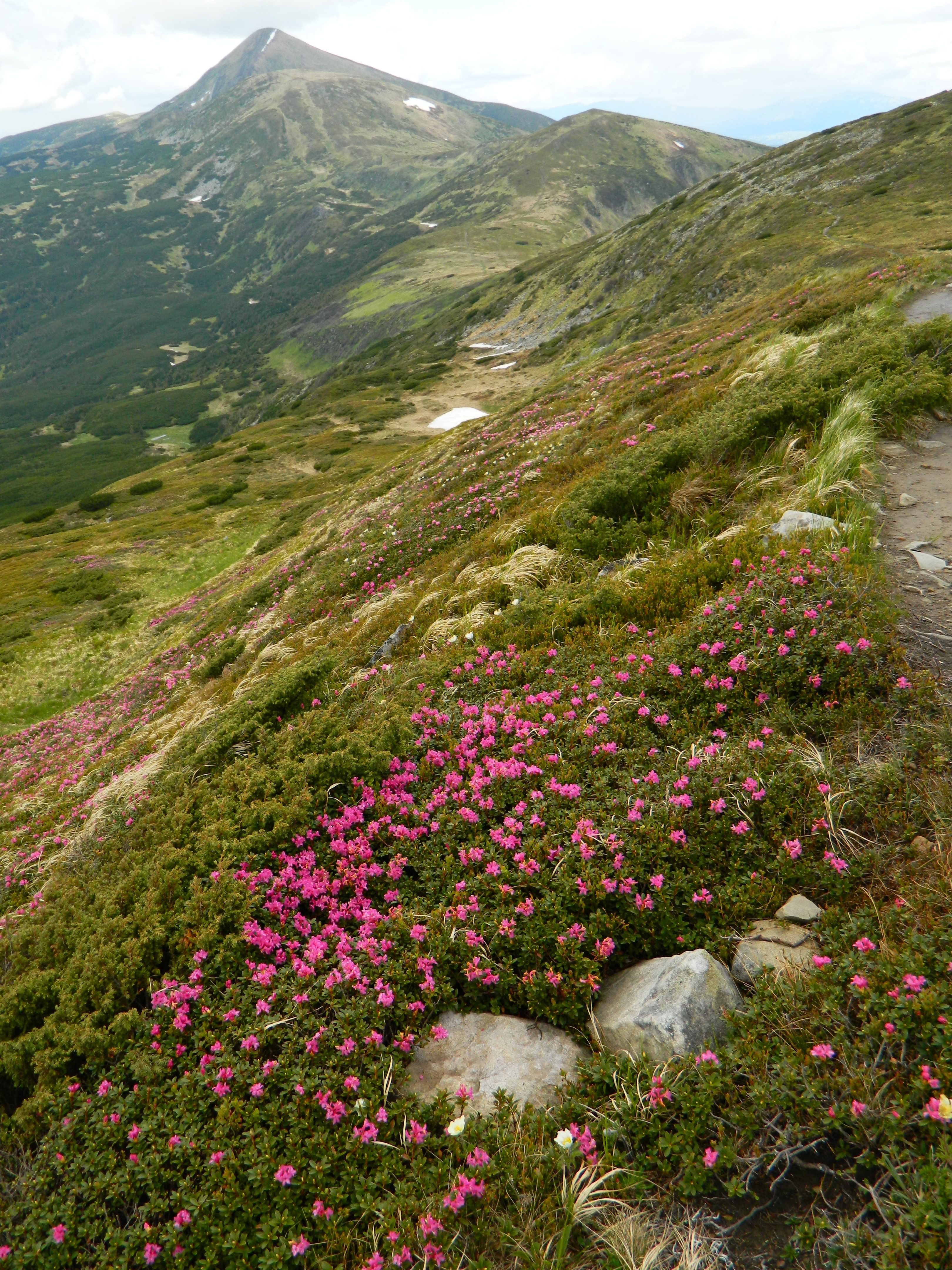
Różanecznik wschodniokarpacki na stokach Pożyżewskiej
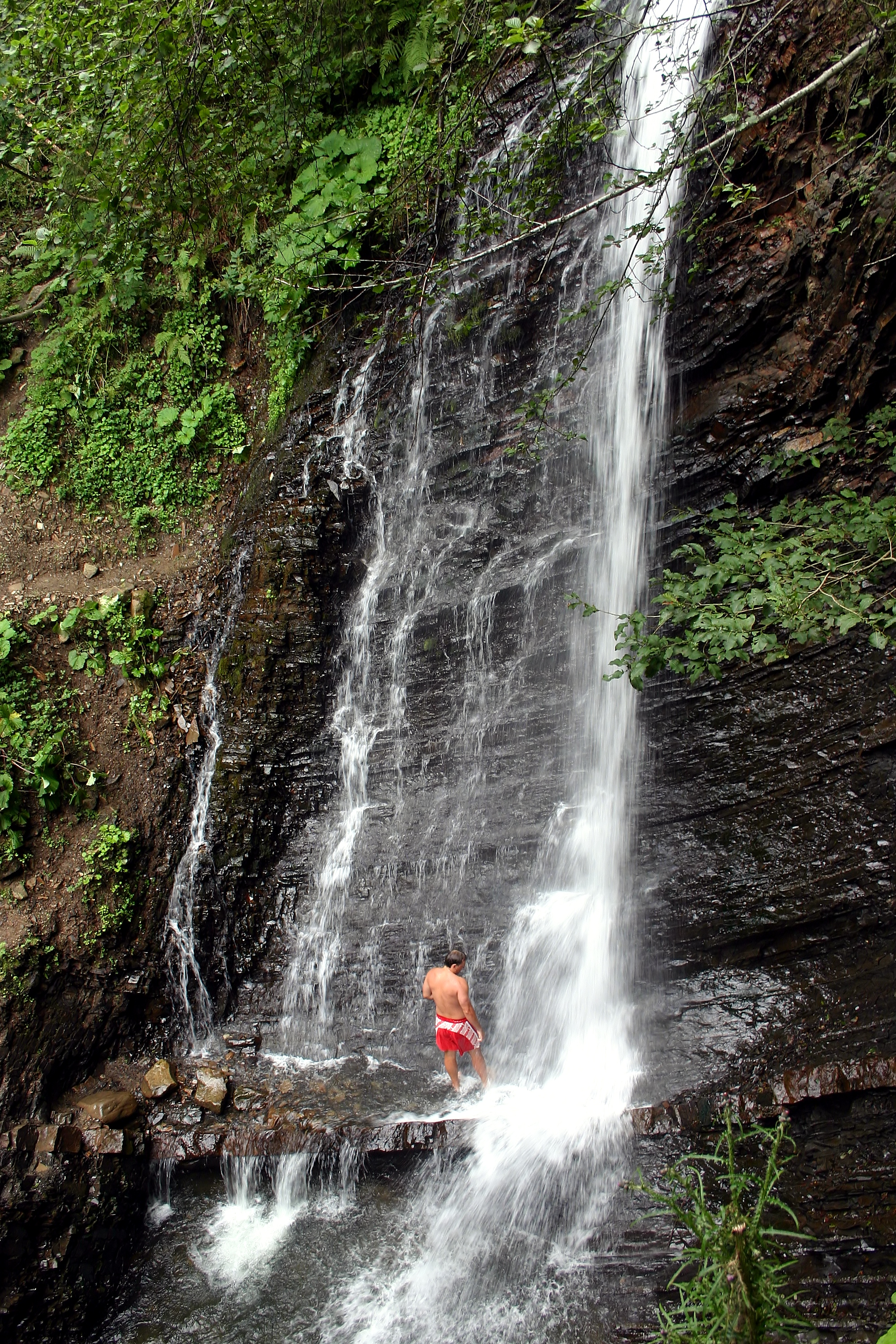
Wodospad Huk
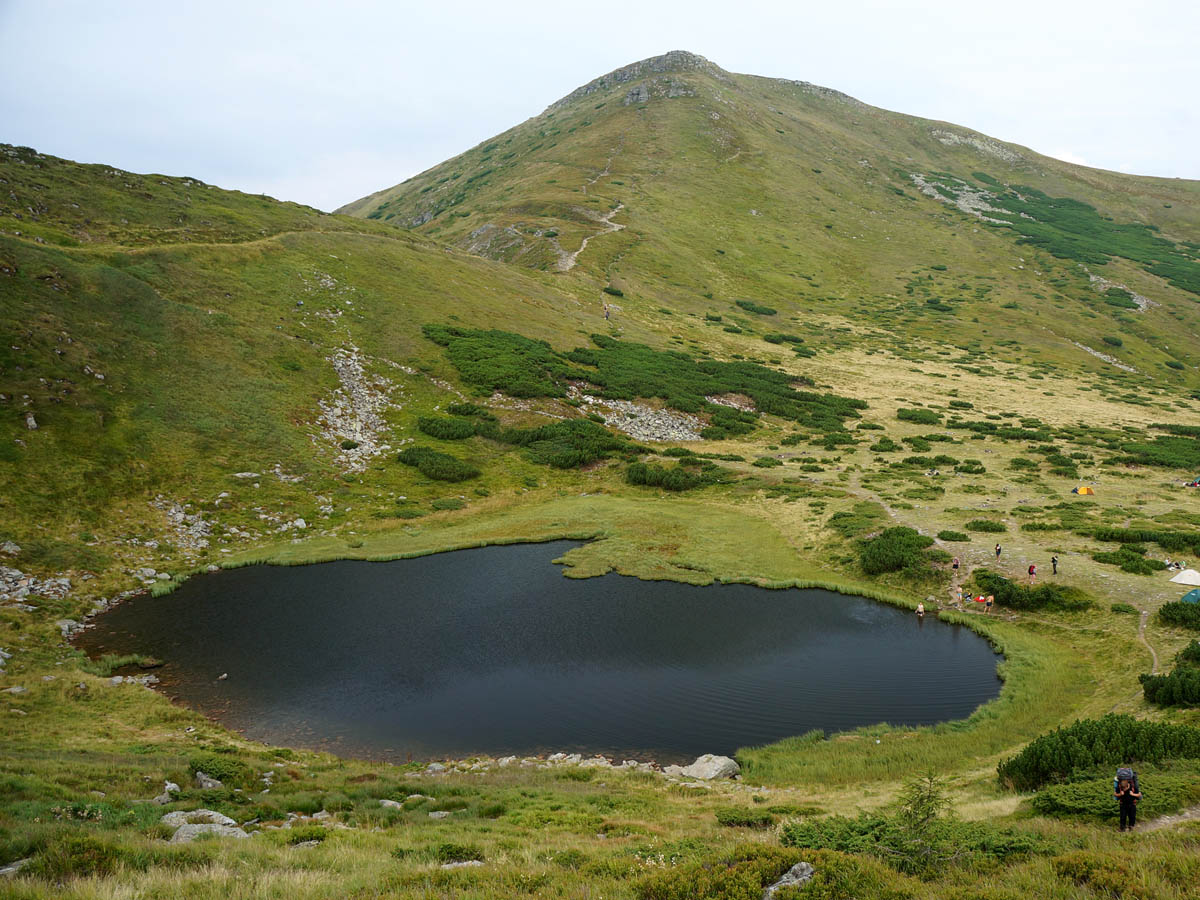
Jezioro Niesamowite
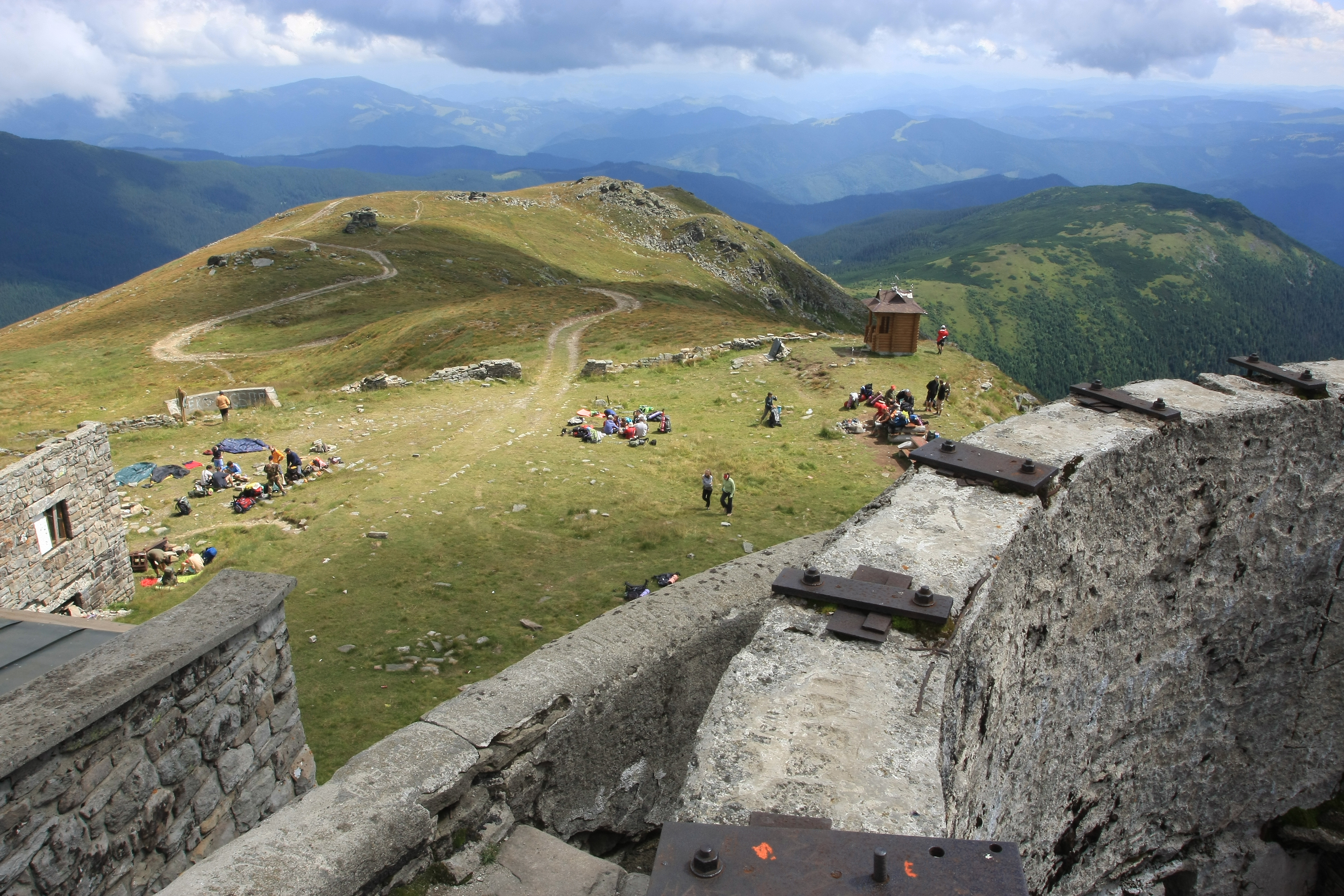
Widok ze szczytu obserwatorium na Popie Iwanie
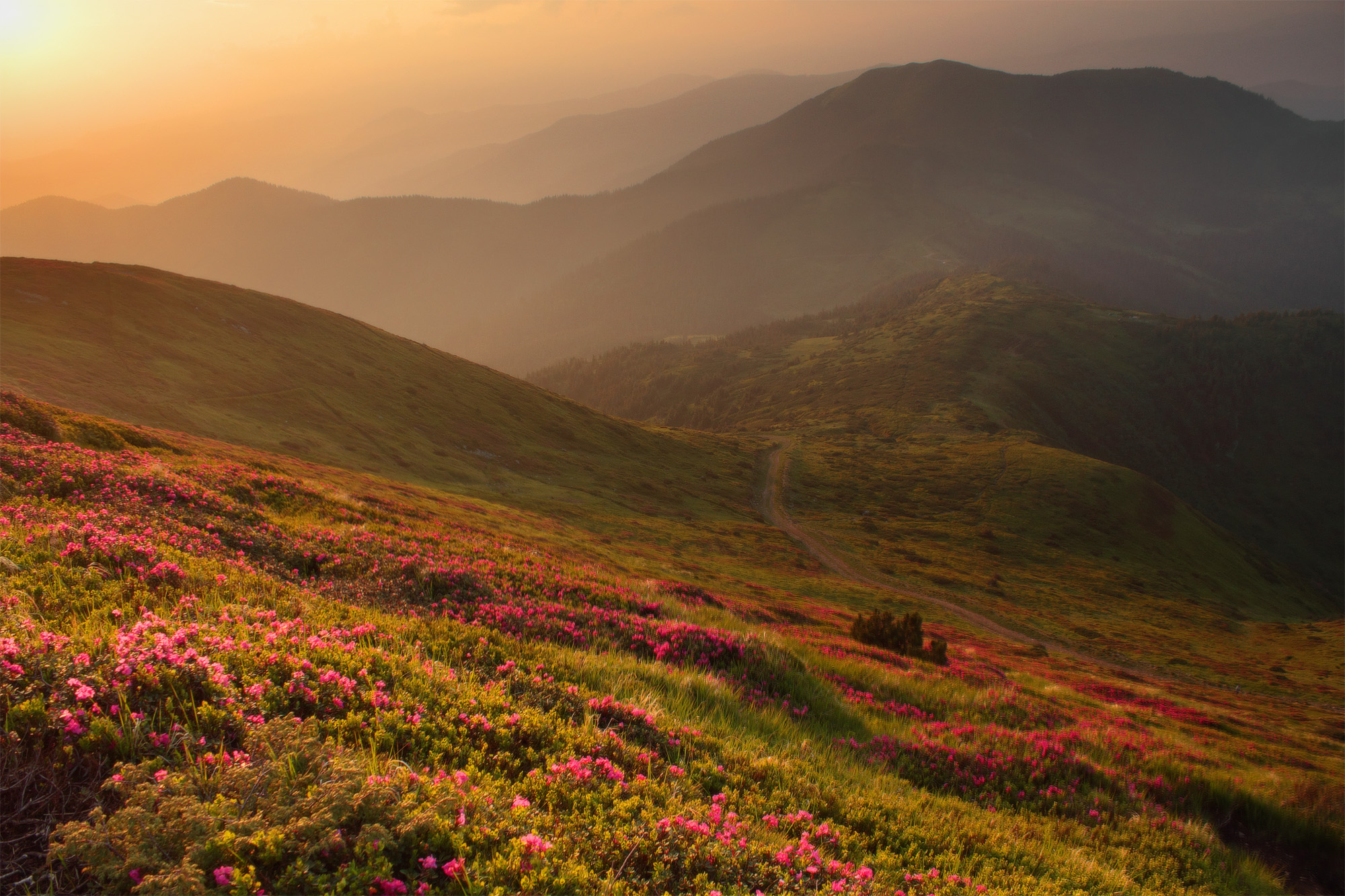
Krajobraz Czarnohory
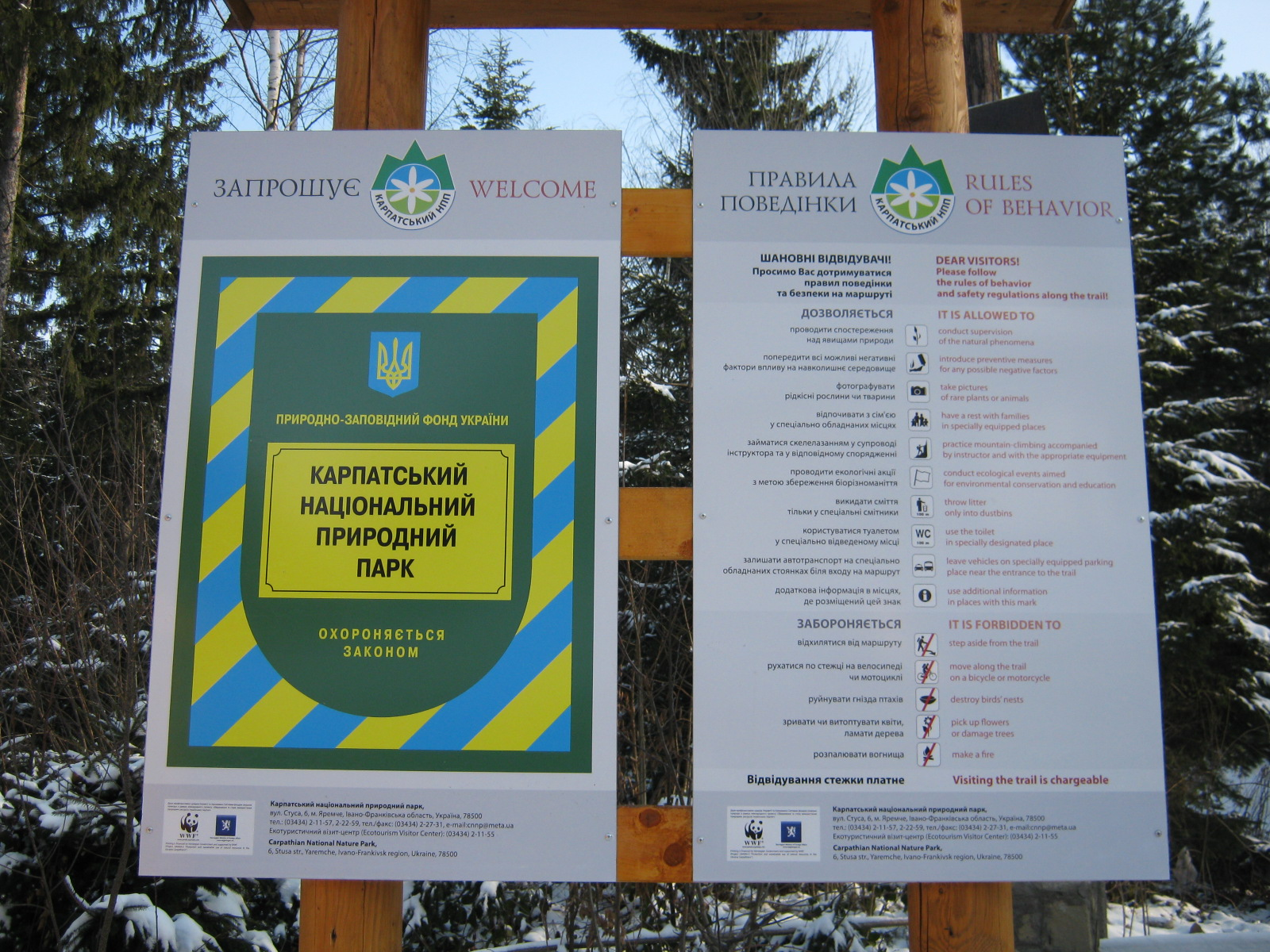
Tablice informacyjne Karpackiego PN